# Dömitz
Dömitz (pronunciación en alemán: /ˈdøːmɪt͡s/ⓘ) es un municipio situado en el distrito de Ludwigslust-Parchim, en el estado federado de Mecklemburgo-Pomerania Occidental (Alemania), a una altitud de 15 metros. Su población a finales de 2016 era de 3046 habs. y su densidad poblacional, 50 hab/km².

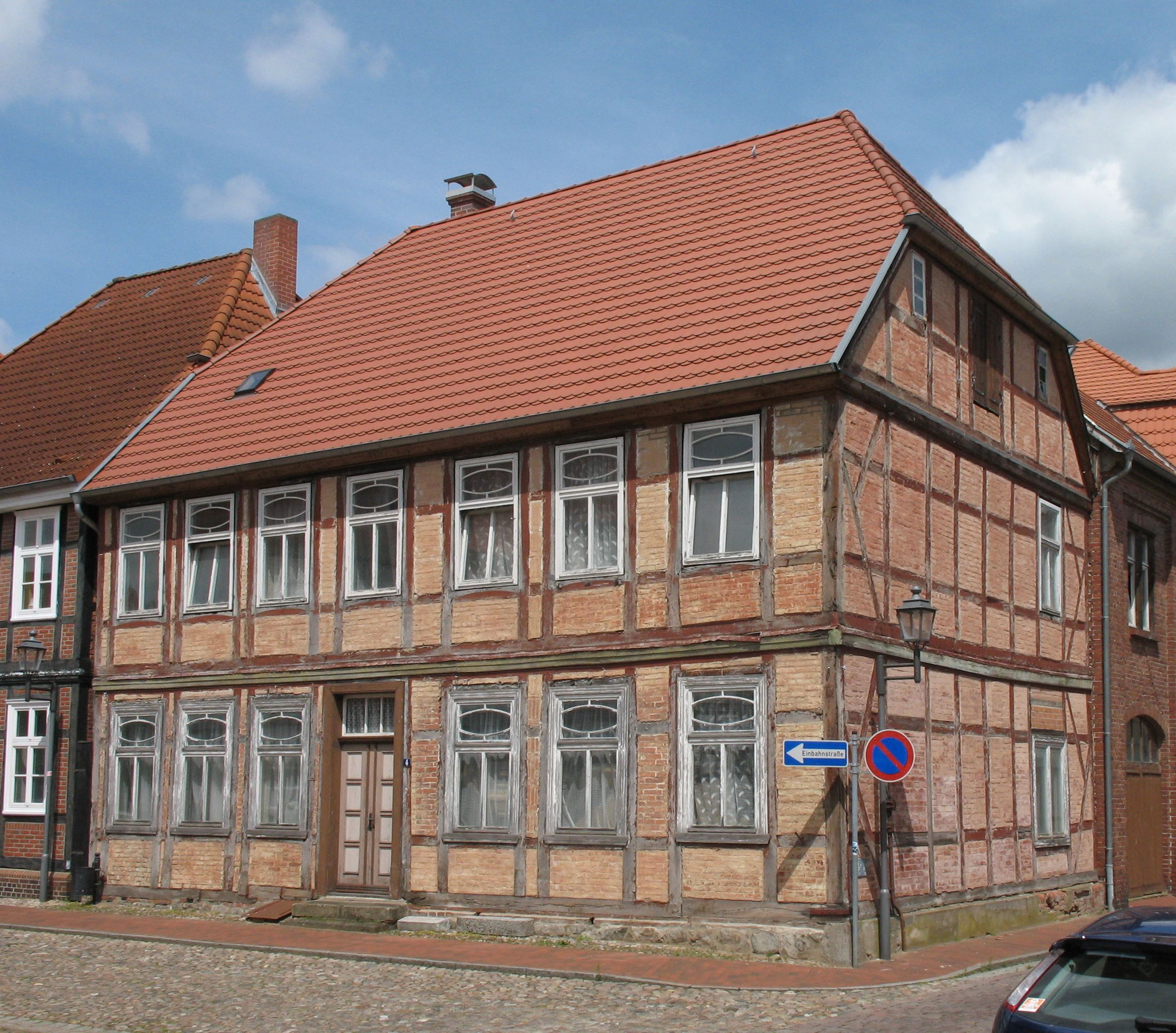
Ayuntamiento de Dömitz

Se encuentra ubicado junto a la orilla norte del río Elba que lo separa del estado de Baja Sajonia.